# USS Serene (AM-300)
USS Serene (AM-300) trałowiec typu Admirable służący w United States Navy w czasie II wojny światowej.
Stępkę okrętu położono 8 sierpnia 1943 w stoczni Winslow Marine Railway and Shipbuilding Co. Winslow, Wash. Zwodowano go 31 października 1943, matką chrzestną była Maxine Noblett. Jednostka weszła do służby 24 czerwca 1944, pierwszym dowódcą został Lt. James E. Calloway.
Brał udział w działaniach II wojny światowej. Przekazany Republice Wietnamu w 1964, służył jako RVNS "Nhật Tảo" (HQ-10).

## Odznaczenia
"Serene" otrzymał 3 battle star za służbę w czasie II wojny światowej i kolejne 3 za służbę powojenną.